# Bertrice Small
Bertrice Small (Manhattan, New York, 1937. december 9. – Southold, New York, 2015. február 24.) amerikai írónő, csaknem félszáz szerelmes regény szerzője, bestseller listás a The New York Times, a USA Today és a Publishers Weekly listáin. Főképp romantikus történelmi regényeiről ismert, de számos erotikus regényt is írt. A műfaj egyik úttörőjének számít, munkáját számos díjjal jutalmazták.

## Életpályája
New Yorkban született, férje George Small, egy fiuk van, Thomas. Férje 2012-ben elhunyt. A családjával Long Islanden élt. Small 1973-ban írta első regényét, The Kadin címmel, amelyet azonnal megvásárolt az első kiadó, akinek elküldte. Belső kiadói vita miatt azonban Small szerződését hat hónappal később visszavonták, így végül a regény két évvel később az Avon Books kiadásában jelent meg.

## Magyarországon megjelent művei

### Örömök/Csatornasorozat
- Tiltott örömök; ford. Gazdag Diána; Partvonal, Bp., 2008
- Váratlan örömök; ford. Frigyik László; Partvonal, Bp., 2009
- Titkos örömök; ford. Frigyik László; Partvonal, Bp., 2009
- Veszélyes örömök; ford. Frigyik László; Partvonal, Bp., 2010
- Szenvedélyes örömök; ford. Balázs Laura; Partvonal, Bp., 2011
- Bűnös örömök; ford. Balázs Laura; Partvonal, Bp., 2014

### O'Malleysorozat
- Tengerek asszonya; ford. Balabán Péter; Magyar Könyvklub, Bp., 1993
- Édes holnapok; ford. Dobrás Zsófia; Magyar Könyvklub, Bp., 1994
- Szeretni minden időben; ford. Tótisz András; Magyar Könyvklub, Bp., 1997
- Mert örök a szerelem, 1-2.; ford. Náday Judit; Magyar Könyvklub, Bp., 1998
- Újra rád találtam, 1-2.; ford. Dezsényi Katalin; Magyar Könyvklub, Bp., 1998
- Vad Jázmin, 1-2.; ford. Szabó Katalin; Magyar Könyvklub, Bp., 1998

### Skye's Legacysorozat
- Drága Jázmin; ford. Kiss Marianne; Magyar Könyvklub, Bp., 1999
- Megigézve; ford. Kiss Marianne; Magyar Könyvklub, Bp., 2000
- Ostromlott szív; ford. Leyrer Ginda; Magyar Könyvklub, Bp., 2001
- Királyok szeretője, királyi szeretők; ford. Kovács Ivett; Magyar Könyvklub, Bp., 2002
- A vadóc és a herceg; ford. Nagyné Királyi Katalin; Magyar Könyvklub, Bp., 2003

### Sorozaton kívül
- A fúria; ford. Gazdag Diana; Magyar Könyvklub, Bp., 2004
- Rosamund; ford. Nagyné Királyi Katalin; Magyar Könyvklub, Bp., 2003
- Miért kellene megnősülnöm?; ford. Fazekas István; Magyar Könyvklub, Bp., 2000